# رافاييل أسيس (لاعب كرة قدم)
رافاييل أسيس (18 أغسطس 1990 في البرازيل - ) هو لاعب كرة قدم برازيلي في مركز الوسط . لعب مع سبورتينغ براغا ونادي الفيحاء .

## المسيرة الرياضية

### الأندية
في 1 يناير 2008 انتقل من كروزيرو تحت 17 سنة إلى بيتيم في صفقة انتقال حر.
في 1 يناير 2009 انتقل بيتيم إلى باهيا الرديف في صفقة انتقال حر. في 1 مايو 2009 تم فسخ العقد.
في 1 يناير 2010 انتقل إلى دوكي دي كاشياس في صفقة انتقال حر. في موسمه الأول 2010 وفي بطولة كاريوكا ساهم في احتلال فريقه المركز الثامن الأخير برصيد نقطتين من سبع مباريات وبالتالي تأهل إلى ملحق الهبوط حيث استطاع النجاة من الهبوط باحتلاله المركز الأول بين ثلاث فرق برصيد ثماني نقاط من أربع مباريات. وفي بطولة كأس ريو خرج فريقه من دور المجموعات بعد احتلاله المركز السادس في المجموعة الأولى برصيد عشر نقاط من ثماني مباريات. وفي بطولة دوري الدرجة الثانية ساهم في احتلال الفريق المركز 11 برصيد 50 نقطة من 38 مباراة بفارق أربع نقاط عن منطقة الهبوط.
في 1 يناير 2011 انتقل من دوكي دي كاشياس إلى فيغورينسي البرازيلي في صفقة انتقال حر. في موسمه الأول 2011 وفي بطولة ولاية سانتا كاتارينا ساهم في وصول فريقه إلى المباراة النهائية عندما خسر من كريسيوما بهدف نظيف. وفي بطولة دوري الدرجة الأولى ساهم في احتلال فريقه المركز السابع برصيد 58 نقطة من 38 مباراة بفارق 13 نقطة عن البطل كورينثيانز.
في 1 يناير 2012 انتقل من فيغورينسي إلى تيغريس البرازيلي في صفقة انتقال حر.
في 1 يناير 2013 انتقل من تيغريس إلى أولاريا البرازيلي في صفقة انتقال حر. في بطولة كاريوكا ساهم في احتلال فريقه المركز الثامن الأخير في المجموعة الأولى برصيد ثلاث نقاط من ثماني مباريات. وفي بطولة كأس ريو ساهم في احتلال فريقه المركز الرابع في المجموعة الأولى برصيد تسع نقاط من سبع مباريات. وبالتالي في مجموع البطولتين احتل الفريق المركز الخامس عشر قبل الأخير برصيد 12 نقطة من 15 مباراة بفارق نقطة واحدة عن منطقة الأمان وبالتالي هبط إلى بطولة كاريوكا للدرجة الثانية.
في 1 يناير 2014 انتقل من أولاريا إلى سانتا ريتا البرازيلي في صفقة انتقال حر. في موسمه الأول 2014 ساهم في وصول فريقه إلى الدور32 عندما تغلب في الدور64 على بوتيغوار 7-2 في مجموع المباراتين.
في 1 يناير 2014 انتقل من سانتا ريتا إلى بيرا مار البرتغالي في صفقة انتقال حر. في موسمه الأول 2014-2015 وفي بطولة دوري الدرجة الثانية ساهم في احتلال فريقه المركز العاشر برصيد 63 نقطة من 46 مباراة ولكن قررت السلطات الرياضية هبوط الفريق إلى الدرجة الثالثة بسبب الديون. وفي بطولة كأس البرتغال ساهم في وصول فريقه إلى الدور الثالث عندما خسر من أتليتيكو بثلاثية نظيفة.
في 1 يوليو 2015 انتقل من بيرا مار إلى تشافيس البرتغالي في صفقة انتقال حر. في موسمه الأول 2015-2016 وفي بطولة دوري الدرجة الثانية ساهم في احتلال فريقه المركز الثاني برصيد 81 نقطة من 46 مباراة بفارق خمس نقاط عن البطل بورتو الرديف وبالتالي صعد إلى الدرجة الممتازة. وفي بطولة كأس البرتغال ساهم في وصول فريقه إلى الدور32 عندما خسر من أروكا من الدرجة الممتازة بركلات الترجيح. وفي بطولة كأس الدوري البرتغالي خرج فريقه من الدور الأول بعد خسارته من فارزيم بهدفين نظيفين.
في موسمه الثاني 2016-2017 وفي بطولة دوري الدرجة الممتازة ساهم في حصد فريقه 27 نقطة من 18 مباراة محتلا المركز السادس. وفي بطولة كأس البرتغال ساهم في وصول فريقه إلى الدور النصف النهائي بعدما تغلب في الدور الربع النهائي على سبورتنغ لشبونة بهدف نظيف. وفي بطولة كأس الدوري البرتغالي خرج فريقه من الجولة الأولى بعد خسارته من ريو أفي بركلات الترجيح.
في 27 يناير 2017 انتقل من تشافيس إلى سبورتينغ براغا البرتغالي مقابل 1.42 مليون يورو. في موسمه الأول 2016-2017 وفي بطولة دوري الدرجة الممتازة ساهم في احتلال فريقه المركز الخامس برصيد 54 نقطة من 34 مباراة وبالتالي التأهل إلى الدوري الأوروبي. وفي بطولة كأس الدوري البرتغالي خسر فريقه في المباراة النهائية من موريرينسي بهدف نظيف.
في موسمه الثاني 2017-2018 وفي بطولة دوري الدرجة الممتازة ساهم في حصد فريقه 34 نقطة من 18 مباراة محتلا المركز الرابع. وفي بطولة كأس البرتغال ساهم في وصول فريقه إلى الدور32 عندما خسر من ريو أفي 0-1. وفي بطولة كأس الدوري البرتغالي ساهم في وصول فريقه إلى دور المجموعات حيث فشل في التأهل إلى الدور النصف النهائي بعدما احتل المركز الثالث الأخير برصيد نقطتين من ثلاث مباريات. وفي بطولة الدوري الأوروبي ساهم في صعود فريقه إلى الدور32 عندما تصدر مجموعته الثالثة برصيد عشر نقاط من ست مباريات.
في 19 يناير 2018 انتقل من سبورتنغ براغا إلى باسوج دي فيريرا بنظام الإعارة حتى نهاية الموسم مقابل 96 ألف يورو. في بطولة دوري الدرجة الممتازة ساهم في احتلال فريقه المركز السابع عشر قبل الأخير برصيد 30 نقطة من 34 مباراة بفارق نقطة واحدة عن منطقة الأمان وبالتالي الهبوط إلى الدرجة الثانية. في 30 يونيو 2018 عاد إلى فريقه الأساسي سبورتنغ براغا.
في موسمه الثاني 2018-2019 وفي بطولة الدوري البرتغالي الممتاز ساهم في حصد فريقه 16 نقطة من 6 مباريات محتلا المركز الأول. وفي بطولة الدوري الأوروبي خرج فريقه من الجولة الأولى عندما خسر من زوريا لوهانسك الأوكراني بقاعدة الأهداف خارج الأرض بعد تعادلهما 3-3 في مجموع المباراتين.
في 1 أكتوبر 2018 انتقل من سبورتنغ براغا إلى سبورتنغ براغا الرديف. في موسمه الأول 2018-2019 وفي بطولة دوري الدرجة الثانية ساهم في احتلال فريقه المركز 17 قبل الأخير برصيد 37 نقطة من 34 مباراة بفارق أربع نقاط عن منطقة الأمان وبالتالي الهبوط إلى الدرجة الثالثة.
في 6 يوليو 2019 انتقل من سبورتنغ براغا الرديف إلى الفيحاء السعودي بنظام الإعارة حتى نهاية الموسم. في موسمه الأول 2019-2020 ساهم في حصد فريقه 17 نقطة في 14 مباراة محتلا المركز 11. وفي بطولة كأس خادم الحرمين الشريفين ساهم في وصول فريقه إلى الدور الثمن النهائي عندما خسر من الأهلي 0-1. في 24 يناير 2020 تم فسخ عقد الإعارة وعاد إلى سبورتنغ براغا الرديف .
في 18 فبراير 2020 انتقل من سبورتنغ براغا الرديف إلى لوندرينا البرازيلي بنظام الإعارة إلى نهاية الموسم. في موسمه الأول 2020 وفي بطولة دوري ولاية بارانا ساهم في وصول فريقه إلى الدور الربع النهائي عندما خسر من أتلتيكو باراناينسي 1-6 في مجموع المباراتين. وفي بطولة دوري الدرجة الثالثة ساهم في احتلال فريقه المركز الثالث في المجموعة الثانية برصيد 29 نقطة من 18 مباراة وبالتالي التأهل إلى الدور الثاني حيث وقع في المجموعة الثانية واستطاع احتلال المركز الثاني برصيد تسع نقاط من ست مباريات وبالتالي الصعود إلى الدرجة الثانية. في 31 ديسمبر 2020 انتهت الإعارة وعاد إلى سبورتنغ براغا الرديف.
في موسم 2020-2021 وفي بطولة دوري الدرجة الثالثة ساهم في احتلال فريقه المركز الأول برصيد 55 نقطة من 22 مباراة وفي الدور الثاني ساهم في احتلال فريقه المركز الرابع الأخير في مجموعة الشمال برصيد أربع نقاط من ست مباريات بفارق سبع نقاط عن المتصدر تروفينسي الصاعد إلى الدرجة الثانية.
في 1 يوليو 2021 انتقل من سبورتنغ براغا الرديف إلى فارزيم البرتغالي في صفقة انتقال حر. في موسمه الأول 2021-2022 وفي بطولة دوري الدرجة الثانية ساهمى في احتلال فريقه المركز 17 قبل الأخير برصيد 35 نقطة من 34 مباراة نقطتين عن منطقة الأمان وبالتالي الهبوط إلى الدرجة الثالثة. وفي بطولة كأس البرتغال ساهم في وصول فريقه إلى الدور32 عندما خسر من سبورتنغ لشبونة من الدرجة الممتازة 1-2. وفي بطولة كأس الرابطة البرتغالية خرج فريقه من الجولة الأولى عندما خسر من ريو أفي بركلات الترجيح.
في 2 أغسطس 2022 انتقل من فارزيم إلى الخالدية البحريني في صفقة انتقال حر.

## وصلات خارجية
- رافاييل أسيس (لاعب كرة قدم) على موقع Soccerway.com (الإنجليزية)